# 2007年梅竹賽
民國96年（2007年）丁亥梅竹賽為第三十九屆國立清華大學與國立陽明交通大學之間的梅竹賽，於2007年3月9日至3月10日舉行。本屆賽事由國立陽明交通大學主辦，國立清華大學協辦。
由於前一年度梅竹賽發生桌球爭議事件，諮議委員會裁定本年度丁亥梅竹賽停賽。然而在兩校學生支持下，籌委會仍重新啟動協商機制，由於雙方對桌球正式賽女性選手可否上場的問題，以及交大體資生考上交大研究所後是否仍算體資生的問題，兩校之間沒有共識。最後宣布第三十九屆丁亥梅竹改為全面不計點的友誼賽，無頒發總錦標。

## 賽事結果

### 友誼賽
| 項目 | 比賽日期      | 勝隊 | 備註     |
| ---- | ------------- | ---- | -------- |
| 田徑 | 2007年3月9日  |      | 因雨取消 |
| 拔河 | 2007年3月9日  |      | 因雨取消 |
| 劍道 | 2007年3月9日  |      |          |
| 女羽 | 2007年3月9日  | 交大 |          |
| 棋藝 | 2007年3月10日 |      |          |
| 網球 | 2007年3月10日 | 清大 |          |
| 女網 | 2007年3月10日 | 交大 |          |
| 羽球 | 2007年3月10日 | 交大 |          |